# Monimosocia parvisignis
Monimosocia parvisignis är en fjärilsart som beskrevs av Edward Meyrick 1931. Monimosocia parvisignis ingår i släktet Monimosocia och familjen vecklare. Inga underarter finns listade i Catalogue of Life.